# 총각 파티 (1984년 영화)
총각 파티(Bachelor Party)는 미국에서 제작된 닐 이스라엘 감독의 1984년 코미디 영화이다. 톰 행크스 등이 주연으로 출연하였고 론 몰러 등이 제작에 참여하였다.

## 출연

### 주연
- 톰 행크스
- 애드리언 즈메드
- 조지 그리자드
- 배리 다이아몬드
- 윌리엄 테퍼
- 로버트 프레스콧

### 조연
- 토니 키탠
- 마이클 듀디코프
- 게리 그로스먼
- 브래드포드 밴크로프트
- 마르티나 핀치
- 웬디 조 스페버
- 데보라 하몬
- 바바라 스튜어트

## 제작진
- 프로듀서: 앤 카인드버그
- 특수효과: 리처드 톰 소여